# يان زيلينسكي
يان زيلينسكي ، (من مواليد 16نوفمبر 1996 في وارسو) هو لاعب تنس بولندي محترف منذ سنة 2019.
فاز بثلاثة ألقاب مزدوجة على الحلبة الرئيسية.

## حياة مهنية
في عام 2014، فاز جان زيلينسكي بالميدالية الذهبية في الدوري الزوجي المختلط مع جيل تيشمان في أولمبياد نانجينغ للشباب . في الدوري، فاز بجائزة بونفيغليو مع كاميل ماجزاك ووصل إلى المركز 25 عالميًا في تصنيفات الـITF للناشئين.
1. 1 2 3  موقع ITF، QID:Q14580049

- Ressources relatives au sport
  - ATP
  - ITF
  - (en) Coupe Davis
  - (en) Olympedia
  - (en) Tennis Abstract